# Tarquini el Superb
Luci Tarquini, dit el Superb, (llatí: Lucius Tarquinius o Tarquinius Superbus) va ser el setè i darrer rei de Roma (534 aC-510 aC) de la dinastia etrusca del regne romà. Fill de Tarquini Prisc (el cinquè rei de Roma), va conspirar per assassinar Servi Tul·li (sisè rei de Roma) amb la filla d'aquest i alhora la seva amant anomenada Túl·lia Minor i així aconseguir el poder. Un cop rei, el seu govern es va caracteritzar per ser una monarquia autocràtica.

## Després de la revolució
La conspiració havia tingut el suport dels patricis que havien estat afavorits per Tarquini Prisc i, immediatament, Tarquini va abolir tots els privilegis concedits als plebeus per Servi. Va prohibir les reunions de les tribus i va anul·lar les lleis que donaven certa igualtat als plebeus i les que impedien que una persona amb deutes passés a propietat del seu creditor. Va fer treballar els pobres en magnífiques construccions i els treballadors patien tant que una part es va suïcidar; també va eliminar (va matar o desterrar) alguns patricis per apoderar-se de les seves riqueses; les vacants al senat no es van cobrir.

## La Lliga Llatina
Es va rodejar d'una guàrdia fidel que li va donar tot el poder. La seva filla es va casar amb Octavi Mamili de Tusculum, el més poderós cap llatí i així va incrementar la seva influència al Latium i sembla que Roma va encapçalar llavors la confederació llatina; alguns caps llatins que se li van oposar, com Turne Herdoni, foren condemnats a mort per traïció. Els hèrnics també van esdevenir membres de la confederació però les seves tropes a l'exèrcit van romandre separades a diferència de les llatines i romanes que estaven unificades.

## Guerra amb els volscs
Va iniciar llavors la guerra contra els volscs i va conquerir Suèssia Pomètia, amb el botí de la qual va construir el Temple de Júpiter Capitolí, que havia començat a construir el seu pare. Però el temple era tan espectacular que amb el botí no hi havia prou i va haver d'imposar taxes al poble. Quan cavaven els fonaments de l'edifici s'hi van trobar un cap humà que els àugurs van interpretar com un anunci de què Roma seria el cap del món. Un cop acabat el temple foren dipositats els llibres sibil·lins que el rei va comprar a una sibil·la.

## Els llibres sibil·lins
Segons la llegenda la sibil·la de Cumes va voler vendre-li els nou llibres sibil·lins a un preu molt alt (300 peces d'or). Va dir que no i la sibil·la va cremar-ne tres i li va oferir els llibres restants pel mateix preu. Tarquini s'hi va tornar a negar i la sibil·la li va tornar a oferir els tres al mateix preu i aquest, encuriosit va acceptar. Aquests llibres contenien profecies diverses i eren consultats quan algun presagi amenaçava el futur de Roma.

## Colònies i guerra amb Gabii
Per assegurar les conquestes al país dels volscs, va fundar les colònies de Sígnia i Circeii. Després va fer la guerra a Gabii, una ciutat llatina que refusava entrar a la lliga; com que no la va poder conquerir per les armes ho va fer per un estratagema: El seu fill Sext va entrar a la ciutat pretenent que era perseguit pel seu pare; els habitants de la ciutat li van donar un comandament i quan va tenir la confiança dels locals va donar un cop d'estat; tots els notables de Gabii foren executats o desterrats i llavors fàcilment va poder entregar la ciutat al seu pare.

## Família de Tarquini el Superb
Casat primer amb Túl·lia Major, filla de l'anterior rei Servi Tul·li, la va repudiar per a casar-se amb la seva germana Túl·lia Minor perquè aquesta era més ambiciosa que l'altra i pel suport que li havia donat en l'assassinat del seu pare. Junts van tenir els quatre fills: Tit, Arrunt, Sext i Tarquínia, casada amb Octavi Mamili, príncep de Tuscullum.

## L'oracle de Delfos
Una visió estranya d'una serp baixant d'un altar i agafant les entranyes d'una víctima el va alarmar. Va enviar els seus fills Tit i Arrunt a saber el significat del somni a l'oracle de Delfos; anaven acompanyats del seu cosí Luci Juni Brut que es feia passar per idiota per salvar-se la vida, ja que Tarquini havia fet matar el seu germà Marc Juni Brut (per apoderar-se de les seves riqueses) i ell només s'havia salvat per la seva suposada idiotesa. L'oracle va donar una explicació del somni, i llavors Tit i Arrunt van preguntar qui regnaria a Roma després de Tarquini, i l'oracle va dir que el primer que fes un petó a la mare. Tit i Arrunt van decidir mantenir l'oracle en secret per evitar que fos conegut pel seu germà Sext, però Luci Juni Brut va interpretar l'oracle de manera diferent i va besar la terra, mare de tots; temps després Brut fou el primer cònsol.

## La violació de Lucrècia
Tarquini assetjava Ardea, una ciutat dels rútuls, i no la podia conquerir per la força. L'exèrcit era acampat davant les muralles; allí els fills del rei i el seu cosí Tarquini Col·latí parlaven de les virtuts de les seves dones. Sext Tarquini, el fill del rei, va decidir fer una inspecció i van anar a la ciutat de Col·làtia on va trobar que Lucrècia, la dona de Tarquini Col·latí, celebrava un banquet. Lucrècia destacava per la seva bellesa entre les altres dones i això va despertar els instints de Sext. Al cap d'uns dies va tornar a Col·làtia on fou rebut per Lucrècia i el seu marit. A la nit va entrar a la seva cambra amb un esclau i una espasa; la va amenaçar i la va forçar a rendir-se als seus desitjos. L'endemà, quan Sext se'n va anar, Lucrècia va cridar el seu pare Lucreci i el seu marit i després d'explicar el seu deshonor es va suïcidar.

## La fi de la monarquia
Llavors Publi Valeri (després conegut per Publícola o Poplícola) i Luci Juni Brutus, que acompanyaven Lucreci, van decidir aixecar una revolta. Luci Juni va deixar de fer veure que era idiota i es va posar al capdavant. Quan el cos de Lucrècia fou exposat al mercat de Col·làtia el poble va agafar les armes; la rebel·lió es va estendre a Roma i el senat va aprovar un decret que deposava Tarquini i desterrava els Tarquinis de la ciutat. Tarquini va tornar a Roma i es va trobar les portes tancades mentre l'exèrcit d'Ardea rebia Luci Juni brut amb joia. Tarquini i els seus fills Tit i Arrunt es van refugiar a Caere a Etrúria i després a Tarquínia. Sext es va dirigir a Gabii, on era governador, però allí fou mort pels amics dels que havia matat. Tarquini va regnar vint-i-cinc anys i el seu desterrament se situa tradicionalment el 510 aC.

## Tarquínia i Veïs contra Roma
Les peticions de la ciutat de Tarquínia de retornar a Tarquini Superb la seva propietat va semblar justa al senat i l'haguera acordat, però llavors va descobrir una conspiració que fou avortada (i que va costar la vida a Tit i Arrunt, fills de Tarquini). La propietat es va repartir entre el poble excepte una plana entre la ciutat i el riu que es va reservar per ús públic i fou després coneguda com a Camp de Mart.
Tarquínia i Veïs van ajudar Tarquini a recuperar el poder per les armes però els consols els van rebutjar i els etruscs es van retirar; el cònsol Brut va morir en la batalla de Silva Àrsia; el cònsol Publi Valeri Publícola I, substitut de Tarquini Col·latí, fou l'únic sobrevivent, i va retornar a Roma en triomf.

## Lars Porsenna
Tarquini va tornar després amb l'ajut de Lars Porsenna, rei de Clúsium, que li va donar suport i va marxar contra Roma amb un exèrcit. Els romans no li podien fer front i Porsenna es va apoderar del Janícul. Estava a punt d'entrar a Roma pel pont que connectava aquest turó amb la ciutat quan fou aturat pels Horacis que van resistir fins que el pont va poder ser destruït.
Roma va quedar assetjada i quan va començar la gana un romà de nom Gai Muci va decidir lliurar la seva pàtria matant el rei etrusc. Va anar al campament etrusc, però, com que no coneixia el rei, va matar el secretari en lloc seu. Detingut, fou sotmès a tortura i se li va cremar a la flama viva una mà, però va aguantar el dolor i no va donar mostres de pànic. El rei, en premi, el va deixar anar. Escevola, un cap dels romans, llavors va contactar amb el rei i li va demanar la pau, ja que, segons va dir, tres-cents nobles romans eren disposats a seguir els passos de Muci.
Porsenna va acceptar la pau amb la condició de retornar a Veïs els territoris que Roma li havia arrabassat; Roma va acceptar i Lars Porsenna es va retirar amb vint ostatges donats pels romans.
La realitat sembla que Roma fou totalment conquerida per Porsenna. Tàcit ho confirma i Dionís d'Halicarnàs afegeix que el senat va oferir a Porsenna un tron de vori, una corona d'or i ornaments triomfals, el que implica que fou reconegut com a sobirà. Sota Porsenna els romans van tenir prohibit usar el ferro per altres utilitats que l'agricultura. Tots els territoris romans conquerits a la dreta del Tíber, es van perdre. Les trenta tribus que existien abans de Porsenna es van reduir a vint, i per la guerra posterior amb Veïs se sap que el territori romà no anava més enllà del Janícul. El motiu de l'atac de Porsenna no podia ser restaurar els Tarquinis, ja que no ho foren, i o bé fou part de les lluites per dominar la regió entre etruscos i llatins, o fins i tot existeix la hipòtesi que justament fou Porsenna que va enderrocar els tarquinis.
El fill de Porsenna, Arrunt, va atacar Arícia i fou derrotat davant la ciutat per les forces confederades llatines ajudats pels grecs de Cumes, i els romans van aprofitar per recuperar la independència.

## Tusculum contra Roma
Tarquini es va refugiar amb el seu gendre Octavi Mamili de Tusculum. Les ciutats llatines van abraçar la causa de Tarquini i van declarar la guerra a Roma, guerra que va acabar amb la batalla del llac Regillus en què els romans eren dirigits pel dictador Aule Postumi i el seu magister equitum Tit Ebuci, mentre els llatins eren dirigits per Mamili i Tarquini. Aquest darrer va ser ferit a la batalla; segons alguns el seu fill Sext hi va morir (altres diuen que va morir a Gabii). Aquesta batalla es va lliurar un 15 de juliol i segons Livi l'any fou el 498 aC però ell mateix diu que alguns annals situen el fet el 496 aC, data que dona Dionís d'Halicarnàs i confirmen els Fasti.

## Mort de Tarquini
Tarquini es va refugiar amb Aristodem de Cumes, i hi va morir; tots els seus fills ja havien mort abans.
Tota la historia està plena de dades no del tot coincidents amb el que se sap de la història de Roma i amb serioses discrepàncies cronològiques. És molt difícil determinar quins fets de la llegenda corresponen a fets reals i quins són fruit de la imaginació dels narradors.